# Avid Limited
Avid Limited is een Britse distributeur van cd's en dvd's. De onderneming werd opgericht in 1989. In 1991 kwam het met de divisie Avid Entertainment, die cd's en dvd's uitbrengt. Op verschillende sublabels brengt de onderneming onder meer klassieke muziek, blues, jazz, wereldmuziek, easy listening, rock-'n-roll en kinderplaten uit. Onder de dvd-uitgaven bevinden zich onder meer karaoke-dvd's.